# 南方红豆杉
南方红豆杉（学名：Taxus chinensis var. mairei）为红豆杉科红豆杉属红豆杉的变种。

## 分佈
分布在台湾以及中国大陆的云南、陕西、贵州、广东、安徽、湖南、浙江、四川、湖北、福建、江西、河南、广西、甘肃等地，生长于海拔1,000米至1,200米的地区，属中国原产的植物（非从国外引种）。目前中华人民共和国贵州省黔南布依族苗族自治州岑巩县的生長有全亞洲最年長的紅豆杉，直徑接近2公尺、約30公尺高，估計約有兩千歲。與红豆杉的区别主要在葉片的形態：本物種的葉片常较宽长，多呈弯镰状。

## 别名
美丽红豆杉（经济植物手册），杉公子（重庆南川），赤椎（浙江丰阳），榧子木（福建），海罗松（江西遂川），红叶水杉（江西井冈山）

## 外部連結
- 南方紅豆杉, Nanfanghongdoushan （页面存档备份，存于） 藥用植物圖像數據庫 (香港浸會大學中醫藥學院) （繁體中文）（英文）